# Micrasema hakonense
Micrasema hakonense is een schietmot uit de familie Brachycentridae. De soort komt voor in het Palearctisch gebied.